# Paritätisches Bildungswerk

Logo des Paritätischen Bildungswerks

Paritätisches Bildungswerk Bundesverband, Frankfurt am Main

Das Paritätische Bildungswerk Bundesverband e.V. wurde 1964 als Zusammenschluss überregional tätiger nichtstaatlicher und gemeinnütziger Organisationen, Institutionen und Bildungsstätten, die ohne parteipolitische und konfessionelle Bindung arbeiten, gegründet. Der Sitz des Verbandes ist in Frankfurt am Main.
Ziel ist es, durch die Förderung sozialer Bildung einen Beitrag zur sozialen Gerechtigkeit, Gleichstellung, Erziehung zur Demokratie und zum Eintreten für Menschenrechte zu leisten.
Das Bildungswerk behandelt aktuelle gesellschaftliche Entwicklungen und setzt sie in Zusammenarbeit mit seinen der von dem Paritätischen Wohlfahrtsverband gegründeten Paritätischen Akademie und anderen Institutionen des Bildungswesens praktisch und bildungspolitisch um. 
Das Paritätische Bildungswerk greift aktuelle gesellschaftliche Entwicklungen auf und setzt sie durch eigene Fortbildungsangebote und Projekte sowie in Zusammenarbeit mit anderen Institutionen praktisch und bildungspolitisch um. Thematische Schwerpunkte sind: Kinder- und Jugendbildung, Eltern- und Familienbildung, Politische Bildung, Modellprojekte wie „Kultur macht stark“ und „coolermove“ und Seminare für Bundesfreiwillige.

## Vorstand
Vorsitzender ist Dirk Springenberg. Geschäftsführerin ist Angela Merkle.